# Тремблер каліфорнійський
Тремблер каліфорнійський (Toxostoma redivivum) — вид горобцеподібних птахів родини пересмішникових (Mimidae).

## Поширення
Вид поширений в америкнаському штаті Каліфорнія та мексиканському штаті Баха-Каліфорнія. Живе серед чагарників чапаралю.

## Опис
Найбільший представник родини пересмішникових, завдовжки 28-32 см, вагою 78-93 г. Оперення коричневе. На щоці є темний малюнок. Птах має характерний довгий, викривлений дзьоб.